# Quan hệ quốc tế

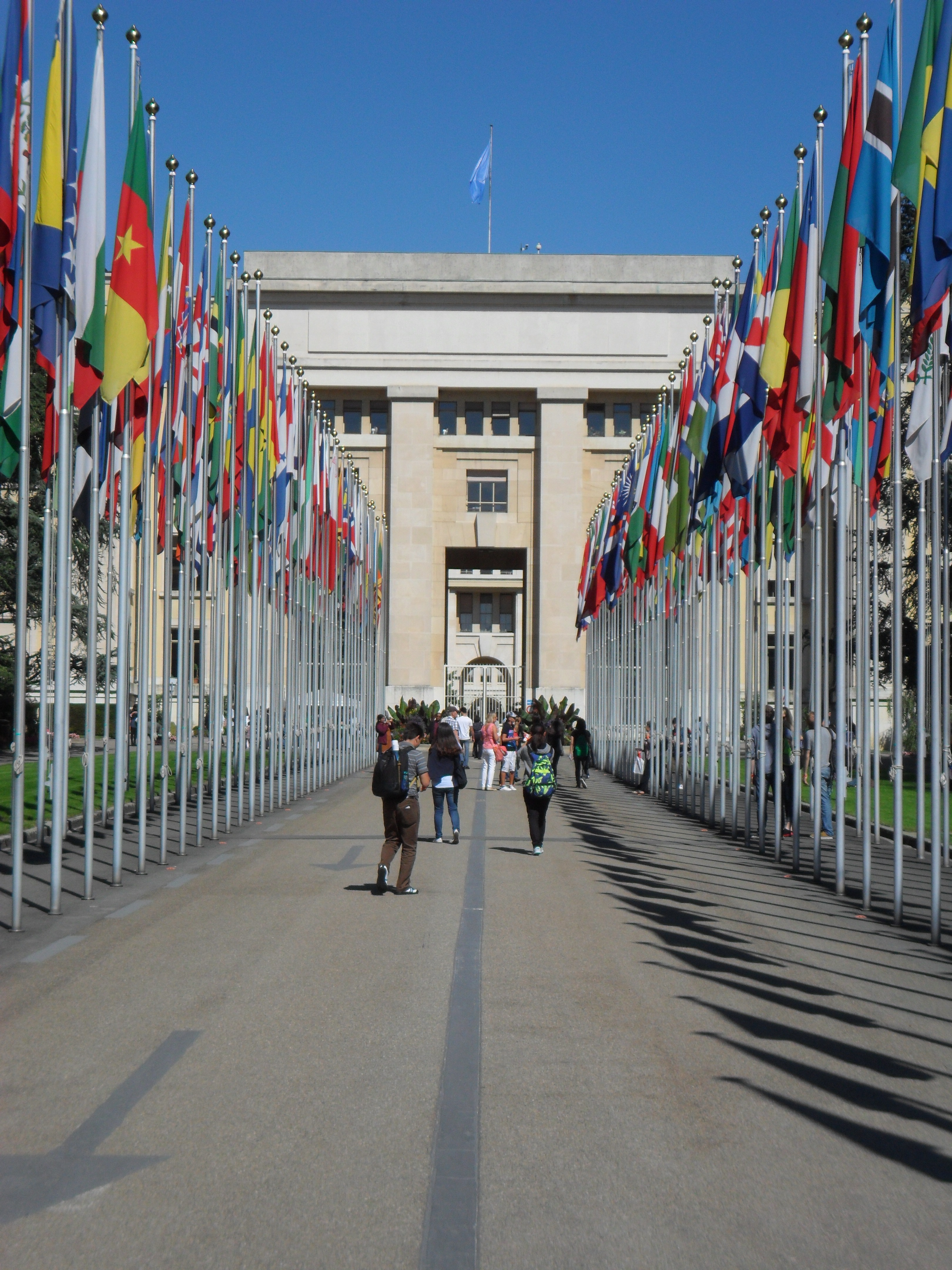
Genève (Thụy Sĩ) là thành phố có nhiều tổ chức quốc tế đặt trụ sở cao nhất trên thế giới.

Quan hệ quốc tế là một ngành của chính trị học, nghiên cứu về ngoại giao và các vấn đề toàn cầu giữa các nước thông qua những hệ thống quốc tế, bao gồm các quốc gia, tổ chức đa chính phủ (IGO), tổ chức phi chính phủ (NGO), và các công ty đa quốc gia (MNC). Bên cạnh chính trị học, quan hệ quốc tế còn quan tâm đến những lĩnh vực khác nhau như kinh tế, lịch sử, luật, triết học, địa lý, xã hội học, nhân loại học, tâm lý học, và văn hóa học. Ngành này liên quan đến những vấn đề đa dạng như toàn cầu hóa và những tác động đến xã hội và chủ quyền của các quốc gia, bảo vệ sinh thái, tăng trưởng hạt nhân, chủ nghĩa dân tộc, phát triển kinh tế, khủng bố, tội phạm có tổ chức, an ninh nhân loại, và nhân quyền.

### Học thuyết
- Norman Angell The Great Illusion (London: Heinemann, 1910)
- Hedley Bull Anarchical Society (New York: Columbia University Press, 1977)
- Robert Cooper The Post-Modern State
- Goodin, Robert E., and Hans-Dieter Klingemann, eds. A New Handbook of Political Science (1998) ch 16-19 pp 401–78 excerpt and text search
- Robert Keohane After Hegemony
- Hans Köchler, Democracy and the International Rule of Law. Vienna/New York: Springer, 1995
- Andrew Linklater Men and citizens in the theory of international relations
- Reinhold Niebuhr Moral Man and Immoral Society 1932
- Joseph Nye Soft Power: The Means to Success in World Politics, Public Affairs Ltd 2004
- Paul Raskin The Great Transition Today: A Report from the Future
- J. Ann Tickner Gender in International Relations (New York: Columbia University Press, 1992)
- Kenneth Waltz Man, the State, and War
- Kenneth Waltz Theory of International Politics (1979), examines the foundation of By Bar
- Michael Walzer Just and Unjust Wars 1977
- Alexander Wendt Social Theory of International Politics 1999
- J. Martin Rochester Fundamental Principles of International Relations (Westview Press, 2010)
- An Introduction to International Relations Theory

### Sách
- Baylis, John, Steve Smith, and Patricia Owens. The Globalization of World Politics: An Introduction to International Relations (2011)
- Mingst, Karen A., and Ivan M. Arreguín-Toft. Essentials of International Relations (5th ed. 2010)
- Nau, Henry R. Perspectives on International Relations: Power, Institutions, Ideas (2008)
- Roskin, Michael G., and Nicholas O. Berry. IR: The New World of International Relations (8th ed. 2009)
- Singh, Ningthoujam Koiremba (2013). Non-Traditional Security in International Relations: Illicit Drug Trafficking and Narco-Terrorism in East and South East Asia. Ruby Press & Co. ISBN 978-93-82395-00-3. www.rubypressco.com